# Apororhynchus bivolucrus
Apororhynchus bivolucrus är en hakmaskart som beskrevs av Das 1950. Apororhynchus bivolucrus ingår i släktet Apororhynchus och familjen Apororhynchidae. Inga underarter finns listade i Catalogue of Life.